# ويليام لانغلاند
ويليام لانغلاند (بالإنجليزية: William Langland) مؤلف مفترض عن عمل سجع ابتدائي للإنجليزية الوسطى والتي تسمى بيرس بلومان، وهي تمثيل مع مجموعة معقدة من المواضيع الدينية. ترجمت القصيدة لغة ومفاهيم حياة الدير إلى رموز وصور يمكن أن يفهمها أي شخص عادي. ولد عام 1332 م وتوفي عام 1386 م.

## وصلات خارجية
- مؤلفات ويليام لانغلاند في مشروع غوتنبرغ
- أعمال أو نبذة عن ويليام لانغلاند على أرشيف الإنترنت